# Copa Libertadores da América Sub-20 de 2011
A Copa Libertadores da América Sub-20 de 2011 foi a primeira edição da competição de futebol internacional para jogadores com até 20 anos de idade, realizada pela Confederação Sul-Americana de Futebol (CONMEBOL).
Foi disputada por clubes das dez associações sul-americanas mais o México, com a participação de 12 clubes. O Peru, por ser o país-sede, teve o direito de ser representado por dois clubes.

## Sedes
Todos as partidas foram disputadas na capital do país, Lima.
| Estádio Monumental "U"       | Lima |
| Capacidade: 80 093           | Lima |
| Estádio Monumental "U".      | Lima |
| Estádio Alejandro Villanueva | Lima |
| Capacidade: 35 000           | Lima |
| Alejandro Villanueva         | Lima |

## Equipes classificadas
| País      | Equipe                  | Classificação                                                |
| --------- | ----------------------- | ------------------------------------------------------------ |
| Argentina | Boca Juniors            | Indicação da Asociación del Fútbol Argentino                 |
| Bolívia   | Jorge Wilstermann       | Campeão do Torneo Clasificatorio Sub-20                      |
| Brasil    | Flamengo                | Campeão da Copa São Paulo de Futebol Júnior de 2011 (Sub-18) |
| Chile     | Universidad Católica    | Campeão do Nacional Fútbol Joven ANFP Sub-18                 |
| Colômbia  | Millonarios             | Campeão do Campeão do Torneo Sub-19                          |
| Equador   | Independiente del Valle | Campeão do Torneo Sub-18 "A"                                 |
| Paraguai  | Libertad                | Campeão do Nacional Sub-20                                   |
| Peru      | Universitario           | Campeão da Copa Federación Sub-18                            |
| Peru      | Alianza Lima            | Vice-campeão da Copa Federación Sub-18                       |
| Uruguai   | Nacional                | Campeão do Anual Sub-19                                      |
| Venezuela | Caracas                 | Campeão do Torneo Venezolano Sub-20                          |
| México    | América                 | Campeão do Torneo Apertura Sub-20                            |

## Arbitragem
A Comissão de Árbitros da CONMEBOL anunciou em 31 de maio de 2011 a lista de oito árbitros principais e oito árbitros assistentes para a competição.
| Árbitro          | Assistente       |
| ---------------- | ---------------- |
| Alfredo Intriago | César Franco     |
| Georges Buckley  | Javier Bustillos |
| Henry Gambetta   | Jorge Hurtado    |
| Leandro Vuaden   | Jorge Yupanqui   |
| Manuel Garay     | Luis Abadie      |
| Patricio Loustau | Luis Ávila       |
| Patricio Polic   | Rafael Rivas     |
| Víctor Rivera    | Rafael Yánez     |

## Fase de grupos
Em 9 de junho de 2011 foi anunciado o calendário das partidas.
Todas as partidas seguem o fuso horário local (UTC-5).

### Grupo A
| Time              | Pts | J | V | E | D | GP | GC | SG |
| ----------------- | --- | - | - | - | - | -- | -- | -- |
| Nacional          | 7   | 3 | 2 | 1 | 0 | 4  | 1  | +3 |
| Universitario     | 4   | 3 | 1 | 1 | 2 | 2  | 4  | -2 |
| Libertad          | 3   | 3 | 1 | 0 | 2 | 4  | 3  | +1 |
| Jorge Wilstermann | 3   | 3 | 1 | 0 | 2 | 2  | 4  | -2 |

Primeira rodada
| 10 de junho | Nacional   | 1 – 0 | Libertad | Estádio Monumental "U", Lima  |
| 18:00       | Romero 15' |       |          | Árbitro: ARG Patricio Loustau |

| 10 de junho | Universitario | 1 – 0 | Jorge Wilstermann | Estádio Monumental "U", Lima |
| 20:10       | Polo 57'      |       |                   | Árbitro: CHL Patricio Polic  |

Segunda rodada
| 13 de junho | Jorge Wilstermann | 1 – 3 | Nacional                                     | Estádio Monumental "U", Lima |
| 18:00       | Taboada 75'       |       | Bueno 39' · Marchelli 49' (pen) · Romero 53' | Árbitro: BRA Leandro Vuaden  |

| 13 de junho | Universitario | 1 – 4 | Libertad                             | Estádio Monumental "U", Lima  |
| 20:10       | Polo 28'      |       | Caballero 15', 62' · Ruiz 78', 90+2' | Árbitro: ECU Alfredo Intriago |

Terceira rodada
| 16 de junho | Jorge Wilstermann | 1 – 0 | Libertad | Estádio Monumental "U", Lima |
| 18:00       | Ríos 79'          |       |          | Árbitro: CHL Patricio Polic  |

| 16 de junho | Universitario | 0 – 0 | Nacional | Estádio Monumental "U", Lima |
| 20:10       |               |       |          | Árbitro: BRA Leandro Vuaden  |

### Grupo B
| Time                 | Pts | J | V | E | D | GP | GC | SG |
| -------------------- | --- | - | - | - | - | -- | -- | -- |
| Boca Juniors         | 7   | 3 | 2 | 1 | 0 | 7  | 2  | +5 |
| Alianza Lima         | 6   | 3 | 2 | 0 | 1 | 7  | 5  | +2 |
| Universidad Católica | 3   | 3 | 1 | 0 | 2 | 4  | 8  | -4 |
| Caracas              | 1   | 3 | 0 | 1 | 2 | 2  | 5  | -3 |

Primeira rodada
| 11 de junho | Boca Juniors                    | 3 – 1 | Universidad Católica | Estádio Alejandro Villanueva, Lima |
| 16:00       | Unrein 1', 46' · Echevarría 20' |       | Manzano 77'          | Árbitro: ECU Alfredo Intriago      |

| 11 de junho | Alianza Lima                  | 2 – 1 | Caracas      | Estádio Alejandro Villanueva, Lima |
| 18:10       | Hurtado 54' (pen) · Bazán 90' |       | Martínez 69' | Árbitro: BRA Leandro Vuaden        |

Segunda rodada
| 14 de junho | Boca Juniors | 0 – 0 | Caracas | Estádio Alejandro Villanueva, Lima |
| 18:00       |              |       |         | Árbitro: CHL Patricio Polic        |

| 14 de junho | Alianza Lima                             | 4 – 0 | Universidad Católica | Estádio Alejandro Villanueva, Lima |
| 20:10       | Hurtado 24' · Soto 45', 62' · Ascues 56' |       |                      | Árbitro: ARG Patricio Loustau      |

Terceira rodada
| 17 de junho | Universidad Católica                 | 3 – 1 | Caracas   | Estádio Alejandro Villanueva, Lima |
| 18:00       | Villalobos 40' · Peña 64', 80' (pen) |       | Terán 55' | Árbitro: PER Manuel Garay          |

| 17 de junho | Alianza Lima | 1 – 4 | Boca Juniors                                         | Estádio Alejandro Villanueva, Lima |
| 20:10       | Trujillo 77' |       | Orfano 36' · Fragapane 67' · Flores 84' · Imbert 87' | Árbitro: ECU Alfredo Intriago      |

### Grupo C
| Time                    | Pts | J | V | E | D | GP | GC | SG |
| ----------------------- | --- | - | - | - | - | -- | -- | -- |
| Flamengo                | 5   | 3 | 1 | 2 | 0 | 4  | 2  | +2 |
| Independiente del Valle | 4   | 3 | 1 | 1 | 1 | 4  | 4  | 0  |
| América                 | 4   | 3 | 1 | 1 | 1 | 4  | 5  | -1 |
| Millonarios             | 2   | 3 | 0 | 2 | 1 | 2  | 3  | -1 |

Primeira rodada
| 12 de junho | América                     | 2 – 2 | Millonarios      | Estádio Alejandro Villanueva, Lima |
| 16:00       | Olascoaga 12' · Jiménez 51' |       | Alarcón 26', 73' | Árbitro: PER Manuel Garay          |

| 12 de junho | Flamengo                | 2 – 2 | Independiente del Valle     | Estádio Alejandro Villanueva, Lima |
| 18:10       | Nixon 12' · Rafinha 51' |       | Asprilla 62' · Quiñónez 77' | Árbitro: PER Henry Gambetta        |

Segunda rodada
| 15 de junho | América                        | 2 – 1 | Independiente del Valle | Estádio Monumental "U", Lima |
| 18:00       | León y Vélez 39' · Jiménez 52' |       | Ayovi 63'               | Árbitro: PER Georges Buckley |

| 15 de junho | Flamengo | 0 – 0 | Millonarios | Estádio Monumental "U", Lima |
| 20:10       |          |       |             | Árbitro: PER Victor Rivera   |

Terceira rodada
| 18 de junho | Independiente del Valle | 1 – 0 | Millonarios | Estádio Alejandro Villanueva, Lima |
| 16:00       | Ordóñez 67'             |       |             | Árbitro: PER Victor Rivera         |

| 18 de junho | Flamengo              | 2 – 0 | América | Estádio Alejandro Villanueva, Lima |
| 18:10       | Felipe 1' · Nixon 29' |       |         | Árbitro: PER Henry Gambetta        |

### Índice técnico
| Pos. | Time                 | Gr. | Pts | J | V | E | D | GP | GS | SG |
| ---- | -------------------- | --- | --- | - | - | - | - | -- | -- | -- |
| 1    | América              | C   | 4   | 3 | 1 | 1 | 1 | 4  | 5  | -1 |
| 2    | Libertad             | A   | 3   | 3 | 1 | 0 | 2 | 4  | 3  | +1 |
| 3    | Universidad Católica | B   | 3   | 3 | 1 | 0 | 2 | 4  | 8  | -4 |

## Fase final
Todas as partidas seguem o fuso horário local (UTC-5).

### Tabela
As letras indicam os primeiros e segundos colocados dos grupos e os números indicam os classificados pelo índice técnico.
|  | Quartas-de-final | Quartas-de-final        | Quartas-de-final    |                     |              | Semifinais   | Semifinais             | Semifinais             |                        |  | Final | Final        | Final |
|  |                  |                         |                     |                     |              |              |                        |                        |                        |  |       |              |       |
|  | A1               | Nacional                | 0                   |                     |              |              |                        |                        |                        |  |       |              |       |
|  | 1                | América                 | 1                   |                     |              |              |                        |                        |                        |  |       |              |       |
|  | 1                | América                 | 1                   |                     | 1            | América      | 0                      |                        |                        |  |       |              |       |
|  |                  |                         |                     |                     | 1            | América      | 0                      |                        |                        |  |       |              |       |
|  |                  | B1                      | Boca Juniors        | 1                   |              |              |                        |                        |                        |  |       |              |       |
|  | B1               | B1                      | Boca Juniors        | 1                   | Boca Juniors | 2            |                        |                        |                        |  |       |              |       |
|  | B1               |                         |                     |                     | Boca Juniors | 2            |                        |                        |                        |  |       |              |       |
|  | 2                | Libertad                | 1                   |                     |              |              |                        |                        |                        |  |       |              |       |
|  |                  |                         |                     |                     |              |              |                        |                        |                        |  | B1    | Boca Juniors | 1 (2) |
|  |                  |                         | A2                  | Universitario (pen) | 1 (4)        |              |                        |                        |                        |  |       |              |       |
|  | B2               | Alianza Lima            | 5                   |                     |              |              |                        |                        |                        |  |       |              |       |
|  | C1               | Flamengo                | 1                   |                     |              |              |                        |                        |                        |  |       |              |       |
|  | C1               | Flamengo                | 1                   |                     | B2           | Alianza Lima | 0 (4)                  |                        |                        |  |       |              |       |
|  |                  |                         |                     |                     | B2           | Alianza Lima | 0 (4)                  |                        |                        |  |       |              |       |
|  |                  | A2                      | Universitario (pen) | 0 (5)               |              |              | Disputa do 3º colocado | Disputa do 3º colocado | Disputa do 3º colocado |  |       |              |       |
|  | A2               | Universitario           | 3                   |                     |              |              | 1                      | América                | 1                      |  |       |              |       |
|  | C2               | Independiente del Valle | 0                   |                     |              |              |                        |                        |                        |  | B2    | Alianza Lima | 0     |

### Quartas-de-final
| 20 de junho | Nacional | 0 – 1 | América    | Estádio Monumental "U", Lima |
| 18:00       |          |       | Doncel 57' | Árbitro: PER Manuel Garay    |

| 20 de junho | Boca Juniors    | 2 – 1 | Libertad      | Estádio Monumental "U", Lima |
| 20:20       | Unrein 50', 75' |       | Caballero 45' | Árbitro: PER Georges Buckley |

| 21 de junho | Alianza Lima                                                    | 5 – 1 | Flamengo    | Estádio Alejandro Villanueva, Lima |
| 15:00       | Soto 33', 70' · Portugal 60' · China 81' (g.c.) · Olascuaga 89' |       | Rafinha 20' | Árbitro: CHI Patrício Polic        |

| 21 de junho | Universitario                         | 3 – 0 | Independiente del Valle | Estádio Monumental "U", Lima |
| 20:00       | La Torre 83' · Polo 85' · Mimbela 88' |       |                         | Árbitro: ARG Patrick Loustau |

### Semifinais
| 22 de junho | América | 0 – 1 | Boca Juniors | Estádio Alejandro Villanueva, Lima |
| 20:00       |         |       | Imbert 43'   | Árbitro: PER Henry Gambetta        |

| 23 de junho | Alianza Lima | 0 – 0 | Universitario | Estádio Monumental "U", Lima  |
| 20:00       |              |       |               | Árbitro: EQU Alfredo Intriago |

|                                               |       | Penalidades                               |  |
| Hurtado Soto Trujillo Ascues Hinostroza Bazán | 4 – 5 | Franco Ampuero Polo López La Torre Romero |  |

### Disputa do 3º colocado
| 25 de junho | América     | 1 – 0 | Alianza Lima | Estádio Alejandro Villanueva, Lima |
| 16:00       | Jiménez 82' |       |              | Árbitro: ARG Patrick Loustau       |

### Final
| 26 de junho | Boca Juniors | 1 – 1 | Universitario | Estádio Monumental "U", Lima |
| 16:00       | Rossi 48'    |       | Ampuero 24'   | Árbitro: BRA Leandro Vuaden  |

|                                |       | Penalidades                 |  |
| Unrein Imbert Achucarro Flores | 2 – 4 | Franco Ampuero Romero López |  |

## Premiação
| Copa Libertadores da América Sub-20 de 2011 |
| Peru                                        |
| ------------------------------------------- |
| UNIVERSITARIO Campeão (1º título)           |

## Artilharia
| 4 gols (2) - Sergio Unrein (Boca Juniors) - Cristofer Soto (Alianza Lima) 3 gols (3) - Raúl Jiménez (América) - Mauro Andrés Caballero (Libertad) - Andy Polo (Universitario) 2 gols (9) - Juan Imbert (Boca Juniors) - Esteban Orfano (Boca Juniors) - Nixon (Flamengo) - Rafinha (Flamengo) - Camilo Peña (Universidad Católica) - Cristhian Alarcón (Millonarios) - Oscar Ruiz (Libertad) - Paolo Hurtado (Alianza Lima) - Santiago Romero (Nacional) | 1 gol (28) - Brian Flores (Boca Juniors) - Franco Fragapane (Boca Juniors) - Gastón Rossi (Boca Juniors) - Santiago Echevarría (Boca Juniors) - Daniel Taboada (Jorge Wilstermann) - Darwin Ríos (Jorge Wilstermann) - Felipe (Flamengo) - Fabián Manzano (Universidad Católica) - Jesús Villalobos (Universidad Católica) - Ayovi Plata Jose Manuel (Independiente José Terán) - Edison Quiñónez (Independiente José Terán) - Gustavo Asprilla (Independiente José Terán) - Yeison Ordóñez (Independiente José Terán) - Brian Doncel (América) - Jorge León y Vélez Méndez (América) | 1 gol (continuação) - Luis Olascoaga (América) - Alvaro Ampuero (Universitario) - Carlos Ascues (Alianza Lima) - Carlos Olascuaga (Alianza Lima) - Christian La Torre (Universitario) - Diago Portugal (Alianza Lima) - Jorge Bazán (Alianza Lima) - Luis Trujillo (Alianza Lima) - Willyan Mimbela (Universitario) - Gonzalo Bueno (Nacional) - Bruno Marchelli (Nacional) - Josef Martínez (Caracas) - Leonardo Terán (Caracas) Gol-contra (1) - China (para o Alianza Lima) |